# Federación Colombiana de Fútbol
A Federação Colombiana de Futebol (em espanhol: Federación Colombiana de Fútbol, que usa a sigla FCF), é a entidade máxima do futebol na Colômbia. Foi fundada em 1924 e filou-se a FIFA em 1936. Administra a Seleção Colombiana de Futebol e a Seleção Colombiana de Futebol Feminino.

## História

### Origem e primeiros anos

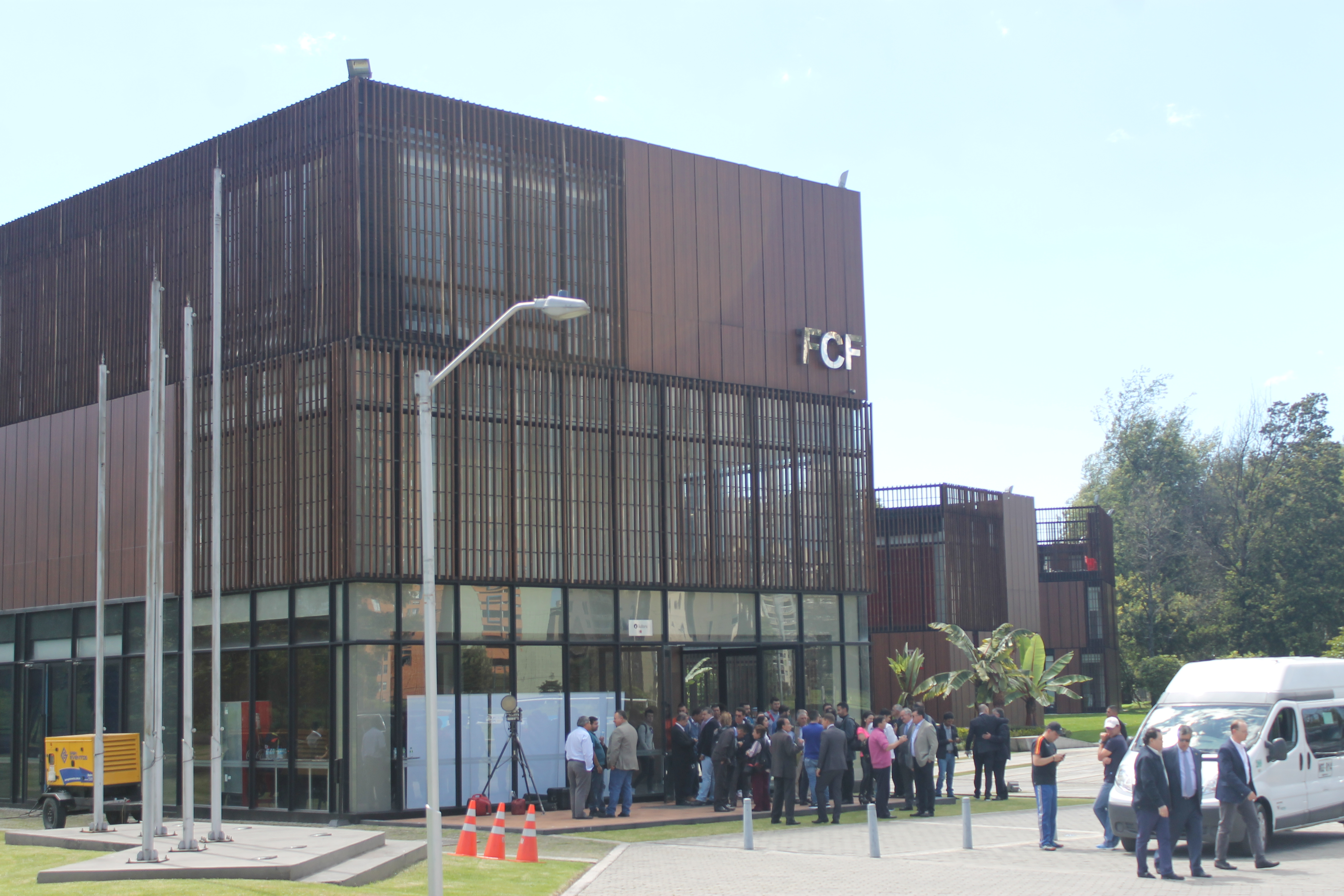
Sede da Federación Colombiana de Fútbol em Bogotá.

A fundação da Liga de Football Atlántico (Liga de Foot-ball del Atlántico ou simplesmente Liga de Fútbol), em 12 de outubro de 1924 na cidade de Barranquilla, foi o pontapé inicial do que viria a tornar-se atualmente a Federação Colombiana de Futebol. A recém-criada entidade teve Emilio Royo como primeiro presidente e ganhou reconhecimento legal por parte do Governo Nacional em 1927 através de uma resolução assinada pelo então presidente da Colômbia, Miguel Abadía Méndez.
O reconhecimento definitivo da associação deve-se a Carlos Lafourie Roncallo, que como presidente da Liga de Fútbol convocou uma assembleia extraordinária em Barranquilla em 8 de junho de 1936 para introduzir uma reforma nos estatutos e alterou o nome da instituição para Asociación Colombiana de Fútbol (Adefútbol). Nesse mesmo ano, a entidade foi admitida na Federação Internacional de Futebol e na Confederação Sul-Americana de Futebol.

## Competições organizadas

### Categorias de base
| Competição                                   | Edição atual | Última edição | Atual campeão           |
| -------------------------------------------- | ------------ | ------------- | ----------------------- |
| Campeonato Juvenil ou Súper Copa Juvenil FCF | —            | 2019          | Millonarios (2º título) |

Fonte: FCF

### Futsal
| Competição                                      | Edição atual | Última edição | Atual campeão                 |
| ----------------------------------------------- | ------------ | ------------- | ----------------------------- |
| Liga Nacional de Futsal ou Liga Nacional Fútsal | —            | 2019          | Alianza Platanera (3º título) |

Fonte: FCF

## Presidentes
O presidente da FCF é atualmente Ramón Jesurún Franco, que sucedeu no cargo o então presidente Luis Bedoya Giraldo, que renunciou ao posto por motivos pessoais. Ramón Jesurún foi nomeado para o cargo de presidente da mais alta instância do futebol colombiano em 9 de novembro de 2015 com a renúncia de Bedoya e acabou sendo ratificado no cargo pelo Comitê Executivo da FCF em 23 de novembro.
A seguir temos a lista de presidentes da FCF desde sua afiliação à FIFA e a CONMEBOL no ano de 1936:
| Período   | Presidente                   | Notas e referências                                                       |
| --------- | ---------------------------- | ------------------------------------------------------------------------- |
| 1936–1948 | Carlos Lafourie Roncallo     |                                                                           |
| 1948–1951 | Bernardo Jaramillo García    |                                                                           |
| 1951–1957 | Eduardo Carbonell Insignares |                                                                           |
| 1957      | Efraín Borrero               |                                                                           |
| 1957–1958 | Rafael Fernández             |                                                                           |
| 1958–1961 | Efraín Borrero               |                                                                           |
| 1961–1962 | Pedro Nery López             |                                                                           |
| 1962–1964 | Luis Benedetti Gómez         |                                                                           |
| 1964      | Eduardo Carbonell Insignares |                                                                           |
| 1964–1971 | Alfonso Senior Quevedo       |                                                                           |
| 1971–1975 | Eduardo Carbonell Insignares |                                                                           |
| 1975–1982 | Alfonso Senior Quevedo       |                                                                           |
| 1982–1992 | León Londoño Tamayo          |                                                                           |
| 1992–1995 | Juan José Bellini            |                                                                           |
| 1995–1996 | Hernán Mejía Campuzano       | Interino.                                                                 |
| 1996–2002 | Álvaro Fina Domínguez        |                                                                           |
| 2002–2006 | Óscar Astudillo Palomino     |                                                                           |
| 2006–2015 | Luis Herberto Bedoya Giraldo | Renunciou ao cargo em 9 de novembro de 2015.                              |
| 2015–     | Ramón Jesurún Franco         | Interino de 9 a 23 de novembro de 2015. Eleito em 23 de novembro de 2015. |